# Reggina Calcio 2007-2008
Questa voce raccoglie le informazioni riguardanti la Reggina Calcio nelle competizioni ufficiali della stagione 2007-2008.

## Stagione
Dopo l'addio di Mazzarri, la società calabrese ingaggiò Massimo Ficcadenti per la panchina. La squadra ebbe un avvio negativo in campionato, malgrado nel pareggio con il Palermo (1-1) l'attaccante Amoruso divenne il miglior marcatore del club in A (con 31 reti). Dopo 10 giornate, con la formazione ancora a secco di vittorie, Ficcadenti fu sostituito da Renzo Ulivieri. Il primo successo venne ottenuto al 12º turno, sconfiggendo per 2-0 il Genoa: i gol furono realizzati da Amoruso (giunto alla trecentesima presenza in massima serie) e dal nuovo acquisto Joelson. La Reggina conseguì 17 punti nel girone di andata, ritrovandosi terzultima al pari di Siena e Torino.
A febbraio, gli amaranto discesero addirittura al penultimo posto nonostante la vittoria casalinga contro la Juventus. La situazione spinse la dirigenza ad un ulteriore cambio in panchina, con il tecnico della Primavera Orlandi a rimpiazzare Ulivieri. Il nuovo allenatore conseguì, contro il Siena, un 4-0 che rappresenta la più larga affermazione dei calabresi in A. Nelle giornate conclusive, la squadra ottenne vittorie importanti su avversarie a loro volta in corsa per la salvezza. La permanenza venne raggiunta alla penultima domenica tramite un 2-0 contro l'Empoli, con il quindicesimo posto finale.
Miglior marcatore in campionato fu Nicola Amoruso con 12 reti. Seguito da Brienza con 7; Cozza con 6 reti; Vigiani con 5 reti; Barreto con 3 reti; Joelson, Ceravolo, Modesto e Missiroli con 1 rete ciascuno.

## Divise e sponsor
Gli sponsor di maglia furono la Gicos e la Regione Calabria.
Mentre il materiale tecnico fu fornito dalla Onze.
| Casa | Trasferta | Terza maglia |

## Rosa
| N. |                       | Ruolo | Calciatore                 |
| -- | --------------------- | ----- | -------------------------- |
| 3  | Italia (bandiera)     | D     | Nicolò Cherubin            |
| 3  | Italia (bandiera)     | D     | Andrea Costa               |
| 4  | Italia (bandiera)     | C     | Emmanuel Cascione          |
| 5  | Italia (bandiera)     | D     | Bruno Cirillo              |
| 6  | Italia (bandiera)     | D     | Salvatore Aronica          |
| 7  | Italia (bandiera)     | C     | Luca Vigiani               |
| 8  | Paraguay (bandiera)   | C     | Édgar Barreto              |
| 9  | Uruguay (bandiera)    | A     | Cristhian Stuani           |
| 10 | Italia (bandiera)     | C     | Francesco Cozza (capitano) |
| 11 | Brasile (bandiera)    | A     | Joelson                    |
| 13 | Danimarca (bandiera)  | D     | Kris Stadsgaard            |
| 14 | Italia (bandiera)     | C     | Luca Tognozzi              |
| 15 | Portogallo (bandiera) | D     | Miguel Garcia              |
| 16 | Uruguay (bandiera)    | D     | Carlos Valdez              |
| 17 | Italia (bandiera)     | A     | Nicola Amoruso             |
| 18 | Islanda (bandiera)    | C     | Emil Hallfreðsson          |
| 19 | Nigeria (bandiera)    | A     | Stephen Makinwa            |
| 20 | Uruguay (bandiera)    | D     | Pablo Álvarez              |

| N. |                      | Ruolo | Calciatore         |
| -- | -------------------- | ----- | ------------------ |
| 21 | Italia (bandiera)    | A     | Fabio Ceravolo     |
| 22 | Serbia (bandiera)    | P     | Nenad Novaković    |
| 23 | Italia (bandiera)    | D     | Francesco Modesto  |
| 24 | Danimarca (bandiera) | A     | Mike Tullberg      |
| 25 | Paraguay (bandiera)  | C     | José Montiel       |
| 26 | Italia (bandiera)    | D     | Tommaso Squillace  |
| 27 | Italia (bandiera)    | A     | Antonio Lamenza    |
| 28 | Italia (bandiera)    | D     | Vincenzo Camilleri |
| 30 | Italia (bandiera)    | P     | Andrea Campagnolo  |
| 31 | Italia (bandiera)    | D     | Vincenzo Barbera   |
| 32 | Italia (bandiera)    | C     | Leonardo Pettinari |
| 34 | Italia (bandiera)    | C     | Simone Missiroli   |
| 35 | Italia (bandiera)    | C     | Nicolas Viola      |
| 38 | Ungheria (bandiera)  | C     | Lóránd Szatmári    |
| 55 | Italia (bandiera)    | D     | Maurizio Lanzaro   |
| 81 | Italia (bandiera)    | A     | Franco Brienza     |
| 82 | Italia (bandiera)    | P     | Giuseppe Saraò     |

## Calciomercato

### Sessione estiva
| Acquisti | Acquisti               | Acquisti         | Acquisti      |
| R.       | Nome                   | da               | Modalità      |
| -------- | ---------------------- | ---------------- | ------------- |
| P        | Daniele Ceretti        | Sandonà          | definitivo    |
| P        | Emanuele Belardi       | Juventus         | fine prestito |
| D        | Kris Stadsgaard        | Rosenborg        | definitivo    |
| D        | Pablo Álvarez Menéndez | Nacional         | definitivo    |
| D        | Miguel Garcia          | Sporting Lisbona | definitivo    |
| D        | Carlos Adrián Valdez   | Treviso          | definitivo    |
| D        | Francesco Cosenza      | Taranto          | fine prestito |
| D        | Niccolò Cherubin       | Cittadella       | definitivo    |
| D        | Gaetano Ungaro         | Melfi            | fine prestito |
| C        | Édgar Barreto          | N.E.C.           | definitivo    |
| C        | José Montiel           | Udinese          | definitivo    |
| C        | Emil Hallfreðsson      | Lyn Oslo         | definitivo    |
| C        | Francesco Cozza        | Siena            | definitivo    |
| C        | Emmanuel Cascione      | Rimini           | definitivo    |
| C        | Davide Biondini        | Cagliari         | fine prestito |
| C        | Ivan Castiglia         | L.R. Vicenza     | fine prestito |
| C        | Ricardo Verón          | Crotone          | fine prestito |
| C        | Giovanni Lavrendi      | Vigor Lamezia    | fine prestito |
| A        | Mike Tullberg          | Aarhus           | definitivo    |
| A        | Daniele Degano         | Piacenza         | definitivo    |
| A        | Joelson                | AlbinoLeffe      | definitivo    |
| A        | Leonardo Pettinari     | Sangiovannese    | definitivo    |
| A        | Fabio Ceravolo         | Pisa             | fine prestito |

| Cessioni | Cessioni             | Cessioni           | Cessioni      |
| R.       | Nome                 | a                  | Modalità      |
| -------- | -------------------- | ------------------ | ------------- |
| P        | Emanuele Belardi     | Juventus           | definitivo    |
| P        | Christian Puggioni   | Perugia            | prestito      |
| P        | Pietro Marino        | Castelnuovo Vomano | prestito      |
| D        | Alessandro Lucarelli | Siena              | definitivo    |
| D        | Ricardo Esteves      | Marítimo           | definitivo    |
| D        | Palmiro Di Dio       | Bari               | definitivo    |
| D        | Antonio Giosa        | Messina            | prestito      |
| D        | Gaetano Ungaro       | Taranto            | prestito      |
| D        | Francesco Cosenza    | Ravenna            | prestito      |
| C        | Giandomenico Mesto   | Udinese            | definitivo    |
| C        | Giacomo Tedesco      | Catania            | definitivo    |
| C        | Davide Biondini      | Cagliari           | definitivo    |
| C        | Daniele Amerini      | Frosinone          | definitivo    |
| C        | Ricardo Verón        | Siena              | definitivo    |
| C        | Antonino Barillà     | Ravenna            | prestito      |
| C        | Ivan Castiglia       | Martina            | prestito      |
| C        | Giovanni Lavrendi    | Mezzocorona        | prestito      |
| C        | Pasquale Foggia      | Lazio              | fine prestito |
| C        | Riccardo Nardini     | Catania            | fine prestito |
| C        | Alessandro Gazzi     | Bari               | fine prestito |
| A        | Rolando Bianchi      | Manchester City    | definitivo    |
| A        | Ilyos Zeytullayev    | Verona             | definitivo    |
| A        | Daniele Degano       | Messina            | prestito      |
| A        | Nicki Bille Nielsen  | Martina            | prestito      |
| A        | Daniel Beichler      | Sturm Graz         | fine prestito |

### Sessione invernale
| Acquisti | Acquisti                | Acquisti | Acquisti      |
| R.       | Nome                    | da       | Modalità      |
| -------- | ----------------------- | -------- | ------------- |
| D        | Bruno Cirillo           | Levante  | prestito      |
| D        | Andrea Costa            | Bologna  | prestito      |
| D        | Antonio Rizzo           | Perugia  | definitivo    |
| C        | Ivan Castiglia          | Martina  | fine prestito |
| A        | Franco Brienza          | Palermo  | prestito      |
| A        | Stephen Ayodele Makinwa | Lazio    | prestito      |
| A        | Nickie Billie Nielsen   | Martina  | fine prestito |
| A        | Christian Stuani        | Danubio  | prestito      |

| Cessioni | Cessioni              | Cessioni  | Cessioni   |
| R.       | Nome                  | a         | Modalità   |
| -------- | --------------------- | --------- | ---------- |
| D        | Niccolò Cherubin      | Avellino  | prestito   |
| D        | Antonio Rizzo         | Perugia   | prestito   |
| D        | Kris Stadsgaard       | Rosenborg | definitivo |
| D        | Miguel Garcia         | -         | svincolato |
| C        | Ivan Castiglia        | Lucchese  | prestito   |
| C        | Lóránd Szatmári       | Avellino  | prestito   |
| A        | Nickie Billie Nielsen | Lucchese  | prestito   |

## Risultati

### Serie A

#### Girone di andata
| Arbitro: | Brighi (Cesena) |

|             |           |                 |
| Amoruso 76’ | Marcatori | 84’ (rig.) Doni |

| Arbitro: | Giannoccaro (Lecce) |

|                        |           |                       |
| Rosina 45’ Ventola 59’ | Marcatori | 31’ Amoruso 89’ Cozza |

| Arbitro: | Rocchi (Firenze) |

|  |           |                    |
|  | Marcatori | 53’ Juan 53’ Totti |

| Arbitro: | Pierpaoli (Firenze) |

|                   |           |  |
| Di Natale 5’, 62’ | Marcatori |  |

| Arbitro: | Celi (Campobasso) |

|                                                                 |           |  |
| Legrottaglie 48’ Salihamidžić 50’ Trezeguet 76’ Palladino 90+2’ | Marcatori |  |

| Arbitro: | Tagliavento (Terni) |

|          |           |             |
| Cozza 8’ | Marcatori | 79’ Kolarov |

| Arbitro: | Gava (Conegliano) |

|              |           |               |
| Amauri 99+5’ | Marcatori | 90+3’ Amoruso |

| Arbitro: | Bergonzi (Genova) |

|  |           |             |
|  | Marcatori | 18’ Adriano |

| Siena 28 ottobre 2007 9ª giornata | Siena                     | 0 – 0 | Reggina | Stadio Artemio Franchi\| Arbitro: \| Dondarini (Finale Emilia) \| |
| Arbitro:                          | Dondarini (Finale Emilia) |       |         |                                                                   |

| Arbitro: | Farina (Novi Ligure) |

|             |           |                                               |
| Amoruso 37’ | Marcatori | 34’ Pulzetti 78’ (aut.) Valdez 90’ F. Rossini |

| Arbitro: | Rizzoli (Bologna) |

|             |           |             |
| Lavezzi 89’ | Marcatori | 54’ Vigiani |

| Arbitro: | Trefoloni (Siena) |

|                         |           |  |
| Amoruso 32’ Joelson 81’ | Marcatori |  |

| Reggio Calabria 25 novembre 2007 13ª giornata | Reggina            | 0 – 0 referto | Fiorentina | Stadio Oreste Granillo (10.375 spett.)\| Arbitro: \| Ayroldi (Molfetta) \| |
| Arbitro:                                      | Ayroldi (Molfetta) |               |            |                                                                            |

| Arbitro: | Tagliavento (Terni) |

|                               |           |  |
| Bellucci 4’, 76’ Sammarco 55’ | Marcatori |  |

| Arbitro: | De Marco (Chiavari) |

|  |           |               |
|  | Marcatori | 17’ Gilardino |

| Arbitro: | Farina (Novi Ligure) |

|                                 |           |  |
| Corradi 26’ Pisanu 48’ Paci 66’ | Marcatori |  |

| Arbitro: | Rosetti (Torino) |

|                         |           |            |
| Vigiani 35’, 77’, 90+4’ | Marcatori | 90’ Vargas |

| Arbitro: | Dondarini (Finale Emilia) |

|                   |           |             |
| Saudati 5’ (rig.) | Marcatori | 2’ Ceravolo |

| Arbitro: | Rosetti (Torino) |

|                       |           |  |
| Brienza 67’ Cozza 81’ | Marcatori |  |

#### Girone di ritorno
| Arbitro: | Gava (Conegliano) |

|                          |           |                            |
| Rivalta 19’ Langella 46’ | Marcatori | 61’ Vigiani 67’ E. Barreto |

| Arbitro: | Morganti (Ascoli Piceno) |

|             |           |                                            |
| Amoruso 59’ | Marcatori | 23’ (rig.), 66’ (rig.) Rosina 35’ Stellone |

| Arbitro: | Banti (Livorno) |

|                            |           |  |
| Panucci 21’ A. Mancini 77’ | Marcatori |  |

| Arbitro: | Gava (Conegliano) |

|             |           |                              |
| Modesto 77’ | Marcatori | 8’ Pepe 64’, 90+5’ Di Natale |

| Arbitro: | Dondarini (Finale Emilia) |

|                           |           |               |
| Brienza 32’ Amoruso 90+3’ | Marcatori | 73’ Del Piero |

| Arbitro: | Saccani (Mantova) |

|                       |           |  |
| R. Bianchi 45’ (rig.) | Marcatori |  |

| Reggio Calabria 2 marzo 2008 26ª giornata | Reggina           | 0 – 0 | Palermo | Stadio Oreste Granillo\| Arbitro: \| Damato (Barletta) \| |
| Arbitro:                                  | Damato (Barletta) |       |         |                                                           |

| Arbitro: | Brighi (Cesena) |

|                                     |           |  |
| Ibrahimović 14’ (rig.) Burdisso 34’ | Marcatori |  |

| Arbitro: | Gava (Conegliano) |

|                                         |           |  |
| Brienza 8’, 39’ Cozza 19’ Missiroli 69’ | Marcatori |  |

| Arbitro: | Farina (Novi Ligure) |

|             |           |             |
| Bogdani 60’ | Marcatori | 33’ Brienza |

| Arbitro: | Damato (Barletta) |

|               |           |          |
| Brienza 90+2’ | Marcatori | 77’ Sosa |

| Arbitro: | Gervasoni (Mantova) |

|                                 |           |  |
| M. Borriello 59’ M. Rossi 90+2’ | Marcatori |  |

| Arbitro: | Celi (Campobasso) |

|                        |           |  |
| Pazzini 22’ Mutu 90+1’ | Marcatori |  |

| Arbitro: | Gava (Conegliano) |

|             |           |  |
| Brienza 34’ | Marcatori |  |

| Arbitro: | Farina (Novi Ligure) |

|                                                         |           |                |
| Kaká 8’ (rig.), 34’ (rig.), 67’ F. Inzaghi 73’ Pato 88’ | Marcatori | 40’ E. Barreto |

| Arbitro: | Saccani (Mantova) |

|                |           |                     |
| Cozza 55’, 64’ | Marcatori | 25’ (rig.) Cigarini |

| Arbitro: | Rocchi (Firenze) |

|                |           |                         |
| Martínez 90+2’ | Marcatori | 41’, 90’ (rig.) Amoruso |

| Arbitro: | Saccani (Mantova) |

|                            |           |  |
| E. Barreto 68’ Amoruso 79’ | Marcatori |  |

| Arbitro: | Pinzani (Empoli) |

|                         |           |                         |
| Larrivey 18’ Bianco 80’ | Marcatori | 55’, 86’ (rig.) Amoruso |

### Coppa Italia

#### Prima fase
| Arbitro: | Palnca (Roma) |

|                                      |           |                           |
| Cozza 4’ Ceravolo 32’ E. Barreto 73’ | Marcatori | 32’ T. Bianchi 42’ Guzman |

#### Ottavi di finale
| Arbitro: | Trefoloni (Siena) |

|               |           |                                          |
| Pettinari 50’ | Marcatori | 14’ Crespo 30’, 85’ Balotelli 61’ Solari |

| Arbitro: | Salati (Trento) |

|                                          |           |  |
| Crespo 33’ Cascione 45’ (aut.) César 90’ | Marcatori |  |

## Statistiche
Statistiche aggiornate al 18 maggio 2008

### Statistiche di squadra
| Competizione | Punti | In casa | In casa | In casa | In casa | In casa | In casa | In trasferta | In trasferta | In trasferta | In trasferta | In trasferta | In trasferta | Totale | Totale | Totale | Totale | Totale | Totale | DR  |
| Competizione | Punti | G       | V       | N       | P       | Gf      | Gs      | G            | V            | N            | P            | Gf           | Gs           | G      | V      | N      | P      | Gf     | Gs     | DR  |
| ------------ | ----- | ------- | ------- | ------- | ------- | ------- | ------- | ------------ | ------------ | ------------ | ------------ | ------------ | ------------ | ------ | ------ | ------ | ------ | ------ | ------ | --- |
| Serie A      | 40    | 19      | 8       | 5       | 6       | 24      | 19      | 19           | 1            | 8            | 10           | 13           | 37           | 38     | 9      | 13     | 16     | 37     | 56     | -19 |
| Coppa Italia | -     | 2       | 1       | 0       | 1       | 4       | 6       | 1            | 0            | 0            | 1            | 0            | 3            | 3      | 1      | 0      | 2      | 4      | 9      | -5  |
| Totale       | -     | 21      | 9       | 5       | 7       | 28      | 25      | 20           | 1            | 8            | 11           | 13           | 40           | 41     | 10     | 13     | 18     | 41     | 65     | -24 |

### Andamento in campionato
| Giornata  | 1  | 2  | 3  | 4  | 5  | 6  | 7  | 8  | 9  | 10 | 11 | 12 | 13 | 14 | 15 | 16 | 17 | 18 | 19 | 20 | 21 | 22 | 23 | 24 | 25 | 26 | 27 | 28 | 29 | 30 | 31 | 32 | 33 | 34 | 35 | 36 | 37 | 38 |
| --------- | -- | -- | -- | -- | -- | -- | -- | -- | -- | -- | -- | -- | -- | -- | -- | -- | -- | -- | -- | -- | -- | -- | -- | -- | -- | -- | -- | -- | -- | -- | -- | -- | -- | -- | -- | -- | -- | -- |
| Luogo     | C  | T  | C  | T  | T  | C  | T  | C  | T  | C  | T  | C  | C  | T  | C  | T  | C  | T  | C  | T  | C  | T  | C  | C  | T  | C  | T  | C  | T  | C  | T  | T  | C  | T  | C  | T  | C  | T  |
| Risultato | N  | N  | P  | P  | P  | N  | N  | P  | N  | P  | N  | V  | N  | P  | P  | P  | V  | N  | V  | N  | P  | P  | P  | V  | P  | N  | P  | V  | N  | N  | P  | P  | V  | P  | V  | V  | V  | N  |
| Posizione | 13 | 12 | 15 | 17 | 20 | 19 | 19 | 19 | 19 | 20 | 20 | 17 | 17 | 20 | 19 | 20 | 19 | 19 | 18 | 17 | 18 | 19 | 19 | 19 | 19 | 19 | 19 | 18 | 19 | 19 | 19 | 20 | 18 | 20 | 18 | 16 | 16 | 16 |

Legenda:

Luogo: C = Casa; T = Trasferta. Risultato: V = Vittoria; N = Pareggio; P = Sconfitta.

## Giovanili
Primavera
- Allenatore: Roberto Breda